# イストワール (ゲーム)
『イストワール』（Histoire）は、 t-kによって制作されたRPGツクール2000製のロールプレイングゲーム。2004年8月10日に公開されたver2.0からは、ARA（趣味工房にんじんわいん）によるBGMとフルヲによるメインキャラクターのグラフィックなどが新たに採用されている。最新版は同年10月28日公開のver2.03（修正パッチは2016年1月9日公開のver2.03k102が最新）。もぐらゲームスの記事では、ver2.0のリリース以降「多くのフリーゲーム好きに長らく遊ばれてきた名作」として紹介されている。

## 概要
本作はダンジョンの探索をメインとするフリーシナリオRPGとされ、「奥行きのあるストーリーと自由度の高いゲームシステム」を謳っている。物語の目的は「世界崩壊の理由を突き止め、原因を排除すること」とされる。主人公たち8人は館主によって世界を救うために招かれるが、その館主は行方不明となっており、崩壊の進行によって外界と往来する事さえままならない状態にあった。偶然によって外界へ移動する力を得た主人公は、唯一の希望として世界を探索することになる。
ゲームシステムの大きな特徴として、フィールド上での経過時間に応じて世界の崩壊が進むことがあげられる。これに伴い発生するイベントが用意されており、また進行の度合いがイベントの内容に影響を与える場合もある。ただし時間制限には「かなりの余裕が設けられている」とされる。
戦闘はシンボルエンカウントによって発生し、RPGツクール2000のデフォルトであるコマンド選択式のターン制バトルとなっている。主人公以外の仲間を同行させるには、「同調の像」を「大結晶石」というアイテムで起動させなければならないが、入手可能な数は限られており決定後はパーティメンバーを変更できないため、重要な選択となる。

## キャラクター
主人公
後述の7人よりも後に館へ来た主人公の青年。「大結晶石」を消費することでしか技能を覚えず、選択後は変更できない。
グヴァリフ
武芸を究める老いた竜。敵全体に対する攻撃であるブレスを習得し、また防御力の高さと魔法属性攻撃への耐性を併せ持つ。ただし装備の選択肢は限られており、一部の状態異常への耐性が低い。
アレクサンダー
鎧の戦士。全身鎧を装備できる。装備する武器によっては、特有の技能を使用することができる。
ジャネット
戦巫女。回復魔法を習得し、武器による攻撃も得意とする。
レスター
呪いによって不死身の体と人外の力を持つ男。ターン毎に体力が回復し、戦闘不能になってもやがて自動的に復活する。また吸収や状態異常を伴う技能を得意とする。しかし抗いがたい殺戮衝動によって行動不能に陥ることもある。
シェーラ
魔法使いの女。肉体から離れた幽体の状態にあるため敵からの物理攻撃にも強い。武器による攻撃は不得手。
葬儀屋
黒い衣装に身を包んだ男。両手を用いて2つの武器を装備することができ、接近戦を得意とする。防御面での性能は低い。
セラフィ
図書院の司書官を務める翼の生えた女。光の魔法を用い、全体回復魔法や蘇生魔法を習得する。攻撃力は低い。
女の子
館でメイドとして働く少女。

## 制作背景
本作は同様にRPGツクール2000製のゲームである『Nepheshel』の強い影響を受けた作品とされる。前述したARAとフルヲは『Nepheshel』のスタッフであり、『Nepheshel』を制作したサークルStudio Tilのウェブサイトでは「姉妹作品」として紹介されていた。
作者であるt-kは、制作の動機について本作の「核心となるギミック」を思いついた際に「これはもう作るしかない」と思ったと述べている。そしてゲームシステムについては、「一つのことをするのに複数の方法」を目標にしたため大量のバグに悩まされたが、自由度の高い作品になったと述べている。また武具の設定が好きであったため、作中には多くの個性的な装備品を登場させたとしている。

## 評価
Yahoo! BBの「ブロ番ガイド」では、「シナリオにとらわれずさまざまなダンジョンを探索できる自由度の高さ」が大きな魅力であるとしており、プレイ時間に比例して世界の崩壊が進むシステムについて「プレイヤーに緊張感を伝えるには十分な演出」と評されている。
ベクターの「新着ソフトレビュー」では、「最大のおもしろさは『楽しみ方が一通りではない』点にある」とされており、「ダンジョンを探索する楽しみが多いのも魅力」と評されている。
もぐらゲームスでは、「広大なフィールドマップを歩き回り、アイテムを手に入れ、そして世界の謎を解く」という「まるで宝探しのようなゲーム」であると評されている。
Crowdrive Gamesでは、「神秘的な世界と広大なマップ」を特徴とする壮大なRPGと評されており、「武器や防具の相性を考え、パズルのように組み合わせていく戦闘システムが楽しみの一つ」とされている。

## 影響
『魔王物語物語』の作者てつは、影響を受けたゲームの一つとして『イストワール』をあげており、特に「広大な世界を歩いて読み解いていくという点」において参考にしたとしている。
『らんだむダンジョン』の作者はむすたも、影響を受けたゲームの一つとして『イストワール』をあげ、開発当初は『イストワール』のような作品を目指していたと述べている。
『四月馬鹿達の宴』の作者ynは、「ネタがかぶらないようにと思っていたら変に奇を衒った感じになってしまった」と述べている。